# Alfred Bruneau
Louis Charles Bonaventure Alfred Bruneau (ur. 3 marca 1857 w Paryżu, zm. 15 czerwca 1934 tamże) – francuski kompozytor, wiolonczelista i krytyk muzyczny.

## Życiorys
Syn malarza, w dzieciństwie uczył się gry na wiolonczeli. W latach 1873–1881 studiował w Konserwatorium Paryskim u Augusta-Josepha Franchomme’a (wiolonczela), Augustina Savarda (harmonia i teoria) oraz Jules’a Masseneta (kompozycja). W trakcie studiów zdobył pierwszą nagrodę w grze na wiolonczeli (1876) oraz Prix de Rome (1881) za kantatę Geneviève de Paris. Przyjaźnił się z Émile’em Zolą. Popierał pisarza w obronie Alfreda Dreyfusa, na czym mocno ucierpiała jego wcześniejsza popularność jako kompozytora.
Pisywał do czasopism „Revue indepéndante” (1889–1892), „Gil Bas” (1892–1895), „Figaro” (1895–1901), „Grande revue” (1902), „Matin” (1904–1907 i 1909–1933). W latach 1903–1904 pierwszy dyrygent Opéra-Comique. W 1909 roku został generalnym inspektorem wychowania muzycznego. W 1925 roku przyjęty na członka Académie des Beaux-Arts. Kawaler (1895), oficer (1904), a następnie komandor (1925) Legii Honorowej. Komandor monakijskiego Orderu Świętego Karola (1907).

## Twórczość
Muzyka Bruneau obficie czerpie z twórczości Richarda Wagnera, którą kompozytor próbował łączyć z elementami zaczerpniętymi z dokonań twórców francuskich (Gounod, Massenet). Własnego indywidualnego stylu nie udało mu się jednak stworzyć. Był muzycznym tradycjonalistą, preferującym szerokie frazy melodyczne i trzymającym się zasad diatoniki i tonalności. Zreformował operę seria, wprowadzając do librett postaci z życia codziennego i teksty prozą.
Zasłynął przede wszystkim jako autor dramatów lirycznych inspirowanych realizmem Émile’a Zoli, z librettami opartymi na tekstach pisarza: La rêve (1891), L’attaque du moulin (1893), Messidor (1897), L’ouragan (1901). Ponadto skomponował m.in. balet Les Bacchantes według Eurypidesa (1931), Requiem (1895), symfonię chóralną Léda, Ouverture héroïque na orkiestrę, cykl pieśni Lieds de France do tekstów Catulle’a Mendèsa.
Autor publikacji poświęconych Gabrielowi Fauré (1925), Émile’owi Zoli (1932) i Massenetowi (1935).